# 犍为文庙
犍为文庙座落于四川省犍为县玉津镇南街297号。1996年9月16日公佈為四川省第四批省級文物保護單位。2006年5月25日列為第六批全國重點文物保護單位。2007年荣获国家3A级旅游景区。

## 历史
犍为文庙始建于北宋真宗祥符年间（公元1008-1016年），历经宋、元、明、清四朝和民国时期900余年风雨，三次重建，三次搬迁，十二次大型维修。

## 概况
犍为文庙基本为坐北向南，平面呈长方“凸”字形，南北全长200米，东西宽120米，目前占地36亩，规模宏大，富丽堂皇，在全国现存文庙中，规模位居全国第四，四川第一。文庙四面临街，双层围墙，建筑布局完整，气势恢弘，木雕、石刻和屋面建筑独具特色，与附近的奎阁、节孝总坊组成南街古建筑群，极富文物价值和旅游观光价值。